# 厚箭石
厚箭石（學名：Pachyteuthis）是生存於中侏羅紀至早白堊紀的一屬箭石，生活在大陸棚海域中。其化石分布於主要分布於俄羅斯，在歐洲的其他地方也有發現。

## 特徵
厚箭石有巨大而結實的錐狀鞘，尾端粗鈍。中穴圓而深，中間容納巨大的閉錐，閉錐由凹凸的氣室組成。

## 外部連結
- Pachyteuthis in the Paleobiology Database